# La mañana (programa de televisión chileno)
La mañana (anteriormente llamado La mañana de Chilevisión) fue un programa chileno de tipo magacín matinal, transmitido de lunes a viernes por la cadena Chilevisión. En su última etapa, fue conducido por Julio César Rodríguez y Paulina Rojas, con una duración de cinco horas al aire, entre las 8:00 a. m. y la 1:00 p.m. Se caracterizaba por tratar diferentes temas de actualidad, entretenimiento y espectáculo nacional.

## Historia

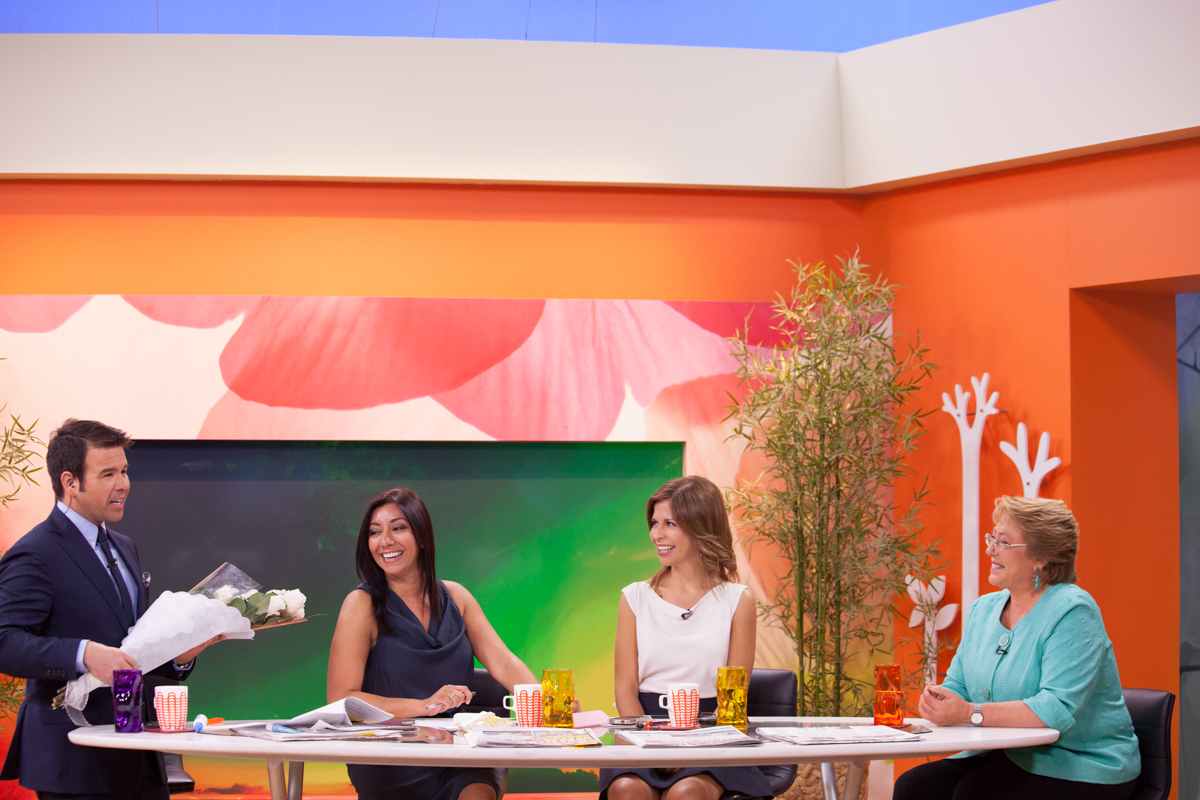
La Mañana de Chilevisión en noviembre de 2013, durante una entrevista a Michelle Bachelet.

Tras el término del matinal Gente como tú, entre el 29 de marzo de 2006 y el 28 de febrero de 2012, Chilevisión comenzó a emitir La mañana de Chilevisión el 29 de febrero de 2012 a las 8:00 a. m.. Conducido por Eva Gómez, entonces presentadora del Festival de Viña, y Cristián Sánchez. Como panelistas estuvieron el fotógrafo Jordi Castell, la abogada Carmen Gloria Arroyo y la cantante Karen Bejarano.
El lunes 3 de septiembre de 2012, se le informó al equipo que la periodista Pamela Díaz Sanhueza, la mujer a cargo del programa, fue despedida. Según trascendidos, se debe a sus malos tratos y resultados que ha obtenido el espacio, que hasta esa fecha se ubicaba en el cuarto lugar de la franja matutina.
Durante el verano de 2013 enfrentó varias renuncias, como las de Gómez, Sánchez, Castell y Bejarano.
Para la temporada 2013, de manera interina, Arroyo asumió la conducción junto a Ignacio Gutiérrez pero, tras los buenos resultados, fueron confirmados de manera definitiva.
Sin embargo, el 24 de julio de 2015, la abogada Carmen Gloria Arroyo, hasta entonces conductora del programa desde diciembre de 2012, abandonó sus funciones para concentrarse en otros proyectos. En su reemplazo, asume la conducción Carolina de Moras. Meses más tarde, el 4 de marzo de 2016, su compañero de labores, Ignacio Gutiérrez abandonó el canal aduciendo «motivos muy graves» para poder continuar tanto en el canal como en el programa. Su puesto fue asumido por Rafael Araneda.
A contar de la temporada 2016 participó la modelo Pamela Díaz.
En marzo de 2018 fueron desvinculados el abogado Claudio Rojas y la notera Daniela Urrizola, mientras que la periodista Karina Álvarez decidió abocarse en prensa. Las nuevas contrataciones fueron Scarleth Cárdenas y Paulina Rojas.
En octubre de 2018 hubo cambios drásticos: Carolina de Moras deja la conducción del matinal y del canal. Su puesto fue asumido por la periodista Paulina Rojas. El 21 de diciembre de ese año, Rafael Araneda también dejó la conducción del matinal y fue reemplazado por Juan Pablo Queraltó.
El 11 de marzo de 2019, la franja matinal del canal fue renovada con el estreno de dos nuevos programas: Contigo en la mañana, que es emitido entre las 8:00 a. m. y las 11:00 a. m. con la conducción de Julio César Rodríguez y Monserrat Álvarez, y por otro lado, Viva la pipol que es emitido entre las 11:00 a. m. y 1:00 p.m. con la conducción de Jean Philippe Cretton, Felipe Vidal y Pamela Díaz.

## Composición del programa
- Despachos en directo: momento en el que los periodistas del programa despachan en vivo alguna información de interés generalizado.
- Notas: espacio en la cual se muestran notas periodísticas.

## Equipo
- Productora ejecutiva: Carmen Gloria Lobos
- Director: Felipe Cisternas
- Productor general: -
- Editora general: Tania Aguilar
- Editores: Mauricio Gárnica, Asseneth Adaro
- Periodistas: Emilia Daiber, Luis Ugalde, Nicolás Gutiérrez y Carolina Garrido
- Conductores: Julio César Rodríguez, Paulina Rojas y Juan Pablo Queraltó
- Panelistas: Rafael Cavada, Scarleth Cárdenas, Daniela Aránguiz y Camila Recabarren
- Conductores reemplazantes: Felipe Vidal, Karina Álvarez y Jean Philippe Cretton
- Conductores anteriores: Cristián Sánchez, Eva Gómez, Carmen Gloria Arroyo, Ignacio Gutiérrez, Carolina de Moras y Rafael Araneda